# Til et annet...
Til et annet... är det andra fullängds studioalbumet av det norska black metal-bandet Trelldom. Albumet utgavs 1998 av skivbolaget Hammerheart Records.

## Låtförteckning
1. "Vender meg mot ett kommende" – 3:42
2. "Slave til en kommende natt" – 5:44
3. "Min død til ende" – 5:00
4. "Til et annet..." – 4:39
5. "Til is skal eg forbli" – 4:08
6. "Svinfylking - til krig" – 5:32
7. "Høyt opp i dypet" – 5:10
8. "Sonar dreyri" – 10:49

- Text: Gaahl
- Musik: Trelldom

## Medverkande
Musiker (Trelldom-medlemmar)
- Gaahl (Kristian Eivind Espedal) – sång
- Valgard (Ronny Stavestrand) – gitarr
- Sir Sick (Stian Kårstad) – basgitarr

Bidragande musiker
- Mutt (Terje Martinussen) – trummor

Produktion
- Pytten (Eirik Hundvin) – producent, ljudtekniker, ljudmix
- Trelldom – producent, ljudmix
- Lars "Balfori" Larsen – foto